# Jeziora (osada)
Jeziora – osada w województwie kujawsko-pomorskim, w powiecie żnińskim, w gminie Rogowo. Miejscowość wchodzi w skład sołectwa Cegielnia.
W latach 1975–1998 miejscowość administracyjnie należała do województwa bydgoskiego.

## Miejscowości o nazwie Jeziora w gminie Rogowo
W gminie Rogowo istnieją 3 miejscowości podstawowe o nazwie Jeziora, w tym  1 osada i 2 osady leśne. Niniejszy artykuł dotyczy osady o nazwie Jeziora, która posiada identyfikator SIMC 0094159. Pierwsza osada leśna Jeziora posiada identyfikator SIMC 1036856, a druga osada leśna Jeziora posiada identyfikator SIMC 1036862.